# Evan Roberts (Botaniker)
Evan Roberts MBE,  M.Sc., (hon.) (* 1909; † 1991) war ein walisischer Botaniker und Naturschützer.

## Leben
Roberts lebte bei Capel Curig (Gelli), von wo aus er ganz Snowdonia beging und dabei ein einzigartiges Wissen über die Pflanzengesellschaften in Nord-Wales erwarb. Ursprünglich Steinbrucharbeiter, wurde er unverzichtbar für die akademischen Kollegen. 1956 wurde ihm der Ehrentitel eines M.Sc. der University of Wales, verliehen. Am selben Anlass wurde auch der Architekt Frank Lloyd Wright geehrt. Sein Porträt wurde von Kyffin Williams gemalt.
Zu seinen wichtigsten wissenschaftlichen Beiträgen gehört die Beschreibung der arktischen Flora in Cwm Idwal. In Ogwen, Snowdonia, erinnert eine Gedenktafel an ihn.